# Uroplatus pietschmanni
Uroplatus pietschmanni är en ödleart som beskrevs av  Böhle och SCHÖNECKER 2004. Uroplatus pietschmanni ingår i släktet Uroplatus och familjen geckoödlor. IUCN kategoriserar arten globalt som starkt hotad. Inga underarter finns listade i Catalogue of Life.